# 桜井町事件
桜井町事件（さくらいちょうじけん）とは、1952年5月25日に、奈良県磯城郡桜井町（現桜井市）で発生した事件及びその後に発生した暴動事件の総称。

## 事件の概要
1952年5月25日午後8時10分頃、奈良県磯城郡桜井町で民団磯城支部書記長が襲撃され、打撲傷を負った。また同日午後11時頃、書記長の兄宅にも賊が押し入り、書記長の兄の妻や、たまたま居合わせていた近所の住民にも暴行を加え負傷させた。
5月26日、国家地方警察奈良県本部は宇陀郡大宇陀町（現・宇陀市）で、犯人の旧朝連系在日朝鮮人2人を逮捕し、国警南宇陀地区警察署に留置した。すると在日朝鮮人が同署を取り囲み、検挙者の即時釈放を要求した。午後9時頃になり、同署の刑事室になだれ込もうとしたので小競り合いとなった。警察は家族のみに面会を許したため、この日はとりあえず解散となった。
5月27日、犯人を奈良地検に送致することになり、南宇陀地区警察署から護送しようとしたところ、在日朝鮮人は護送車を取り囲み、妨害しようとした。一時間ほど小競り合いとなったが、何とか犯人を奈良地検に護送することができた。
5月30日。この日は1949年に東京都公安条例制定反対デモで、デモ参加者が都議会議事堂2階から転落死した日であった。これ以降、左翼勢力はこの日を「5・30記念日」と銘打って、各地で暴動を起こしていた。奈良県も例外ではなかった。
この日、奈良市警察に国警磯城地区警察署から「在日朝鮮人の一団が奈良市に向かっている」との連絡が入った。午後10時、在日朝鮮人の一団は奈良地検に入り、犯人の取調べをしていた検事に暴行したため、奈良市警は実力で排除した。
このことから旧朝連系は奈良市警に反感を持つようになり、5月31日には奈良市公安委員の自宅の周辺を徘徊したり、奈良市警警備課長宅に投石をするなど不穏な動きをしていた。そして、この日の深夜に警察官の自宅が襲われて、重傷者を出す事件（奈良警察官宅襲撃事件）が発生した。

## その後の顛末
ところが6月2日になって、奈良地検は突如、犯人を釈放した。奈良地検は釈放の理由を「証拠不十分」としたが、6月4日に昭和天皇の奈良行幸が予定されており、行幸時の不測の事態を避けるために、トラブルの元を断ったという見方が有力で、奈良市警の関係者からは不満の声が上がったという。